# Fais-moi des choses
Fais-moi des choses  est un roman publié en juillet 1978 par Frédéric Dard sous le nom de plume de San-Antonio, il est le 98e de la série  policière San-Antonio.
Chez l’éditeur Fleuve noir, il porte en 1978 le numéro 91 de la collection « San-Antonio ».

## Personnages principaux
- Le commissaire San-Antonio.
- L'inspecteur Alexandre-Benoît Bérurier.
- Berthe Bérurier.
- Achille, dit Le Vieux, patron du commissaire.
- Le professeur Morton.

## Résumé
Invités au restaurant par Achille pour fêter leur réconciliation, San-Antonio et Bérurier y font la rencontre d'un éminent sexologue américain, le professeur Morton. Celui-ci leur explique la raison de sa présence en France: sa ville, Noblood-City, n'a connu aucun meurtre ni délit depuis de longues années, et aucun habitant n'y a jamais d'activité sexuelle...
Béru (avec Berthe comme assistante) est recruté par le docteur Morton comme démonstrateur/professeur de coït, et San-A chargé par Achille d'expliquer l'absence de criminels à Noblood-City.

## Couvertures
- 1re édition de 1978 : illustration photo.
- 2e édition de 1982 : illustration photo.
- 3e édition de 1990 : illustration de Georges Wolinski.
- 4e édition de 1999 : illustration de Marc Demoulin.
- 5e édition de 2011 : illustration de François Boucq.
- 6e édition de 2019 : illustration.